# Narovnání (trestní právo)
Narovnání je trestněprocesní institut, který upravuje zastavení trestního stíhání obviněného, jestliže byla mezi ním a poškozeným uzavřena dohoda o náhradě způsobené škody. Narovnání lze uzavřít jen v případě, kdy jde o přečin, musí však být schválen soudem, v přípravném řízení státním zástupcem, k čemuž i při splnění všech zákonných podmínek nemusí dojít. Narovnání je jeden z projevů tzv. restorativní justice. Zároveň se institut řadí mezi tzv. odklony, v zahájeném trestním řízení se nepokračuje a je vyřízeno bez vyslovení viny a tím pádem negativních důsledků pro pachatele.

## Podmínky narovnání
Před schválením narovnání jsou obviněný i poškozený vyslechnuti, zda s tímto řešením oba souhlasí a zda dohodu uzavřeli dobrovolně. Schváleno ale může být jen tehdy, když je takový způsob vyřízení věci vzhledem k projednávané trestní věci dostačující a když obviněný:
- se ke spáchání trestného činu přizná a nejsou důvodné pochybnosti o tom, že jeho prohlášení bylo učiněno svobodně, vážně a určitě; zároveň není v rozporu s veřejným zájmem
- poškozenému uhradí způsobenou škodu nebo odčiní jinou způsobenou újmu,
- vydá případné bezdůvodné obohacení a
- složí na účet soudu (státního zastupitelství v přípravném řízení) peněžitou částku určenou státu na peněžitou pomoc obětem trestné činnosti podle zvláštního právního předpisu, a tato částka není zřejmě nepřiměřená závažnosti přečinu.

### Správní trestání
Obdobně je tento institut upraven ve správním trestání.